# Eublepharis angramainyu
Thằn lằn đuôi béo Iran (danh pháp khoa học: Eublepharis angramainyu) là một loài thằn lằn bản địa sống trên mặt đất tại Iraq, Iran, Thổ Nhĩ Kỳ và Syria. Thức ăn chính của chúng là côn trùng song chúng cũng có thể ăn các loài động vật nhỏ có xương sống. Giống như hầu hết các loài thằn lằn, chúng có khả năng tự rụng đuôi của mình để tự vệ.
Phân họ Eublepharinae là một phân họ độc đáo, đây là phân loại duy nhất của các loài thằn lằn có mí mắt.